# Давидовський Григорій Митрофанович
Григорій Митрофанович Давидовський (6 (18) січня 1866, с. Мельня, нині — Конотопського району Сумської області — 13 квітня 1952, м. Полтава) — український хормейстер, композитор, педагог. Член Всеукраїнської Православної Церковної Ради УАПЦ. Автор гімну "Оборонцям України", який офіційно виконується на похоронах героїв російсько-української війни 2014-2023.

## Життєпис
Народився в с. Мельня (нині — Конотопського району Сумської області) в родині священика Давидовського Митрофана Лук'яновича, законовчителя Мельнянського сільського початкового училища.
Родина Давидовських була співучою. В рукописних «Мемуарах» Григорій Митрофанович згадував: «Години відпочинку ми завжди присвячували хоровим співам. Святками, коли до нас у Мельню збиралися наші родичі й знайомі з сусідніх сіл, ми вже співали досить могутнім і красивим хором». У рідному селі Григорій заснував у 1888 році з 25 селян свій перший хор, який існував понад 60 років.
У 1897 році він закінчив капельмейстерський факультет Петербурзької консерваторії, де на той час викладали Микола Римський-Корсаков та Анатолій Лядов, і продовжив своє навчання по класу сольного співу у професора Є. Іванова-Смоленського. У студентські роки Григорій Митрофанович брав активну участь в оперних виставах консерваторії як співак і диригент, тоді ж розпочав свою композиторську діяльністю, обробкою українських і російських народних пісень.

## Творчість
Перший твір — хорову сюїту «Бандура» — він написав у 1896 році під впливом спогадів про Україну, «її хороших народних пісень, які з дитинства співав у моєму рідному селі Мельні». Цей твір одержав міжнародне визнання, друкувався і виконувався в США та країнах Західної Європи, увійшов до репертуару тисяч хорових колективів України та Росії.
Гучний успіх сюїти «Бандура» надихнув Давидовського на створення аналогічної фантазії за темами українських пісень «Кобза» (1910), а також поеми для хору «Україна» (1911). Всього залишив по собі 80 хорових творів і обробок народних пісень. Давидовський проводив велику роботу з організації хорових колективів. Так, у Петербурзі великим успіхом користувався створений ним український студентський хор, який у травні 1902 року був запрошений виступити на рауті для представників французької ескадри, що прибула до столиці на чолі з президентом Франції Емілем Лубе.
Українські пісні так сподобалися французам, що Григорій Митрофанович був запрошений до Франції організувати там зразкову хорову капелу. З цією капелою Давидовський дав низку концертів у різних містах країни, причому виступав і як тенор-соліст. Повернувшись у 1903 році з Франції, він задався метою організувати у Росії та Україні зразкові хорові капели, плідно працював у Ростові-на-Дону, Москві, Вінниці, Житомирі, Харкові та інших містах, за життя створив 35 українських і російських хорових колективів.
Виконавську і композиторську діяльність Г. М. Давидовський поєднував із невтомною роботою педагога, за 60 років свого творчого життя виховав цілу плеяду диригентів.
Останні роки життя Григорія Митрофановича були пов'язані з Полтавою, де він керував хоровою капелою обласної філармонії, проте він завжди підтримував тісні зв'язки з рідним краєм, знаходив час бувати в Сумах, Конотопі, Мельні.
Вшанування пам'яті: Рішенням виконкому Полтавської міської ради депутатів трудящих від 09.11.1962 № 1044 "Про затвердження списку перейменування вулиць міста Полтави" провулок 2-й Рибальський перейменовано на провулок Давидовського.